# Azerbajdzjans nationella vetenskapsakademi

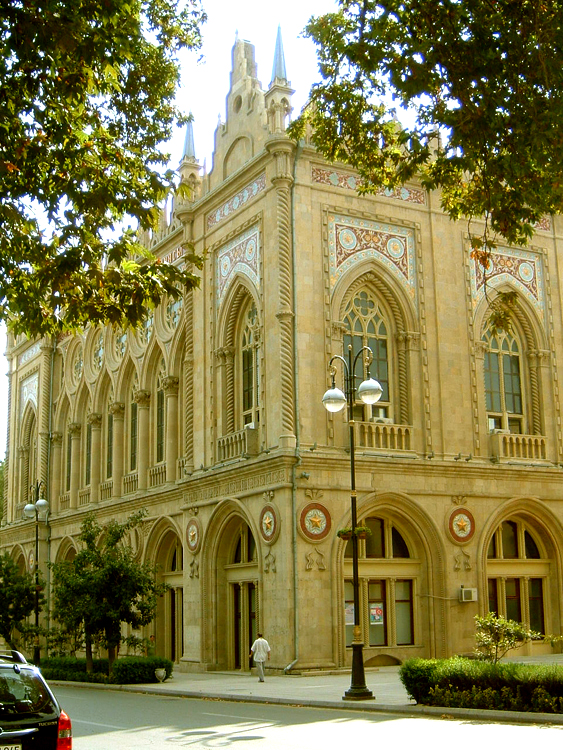
AMEAs administrativa huvudbyggnad i Baku

Azerbajdzjans nationella vetenskapsakademi (azerbajdzjanska: Azərbaycan Milli Elmlər Akademiyası, Azärbaycan Milli Elmlär Akademiyası, AMEA) är Azerbajdzjans största institution för att bedriva naturvetenskaplig och samhällsvetenskaplig forskning. 
Vetenskapsakademien grundades den 23 januari 1945 på basis av den azeriska grenen av Sovjetunionens vetenskapsakademi, vilken hade grundats 1935.
Under Azerbajdzjans nationella vetenskapsakademi ligger bland annat Republikanska seismiska undersökningscentret, som är huvudorganisationen, involverad i forskning och studie av jordbävningar på Azerbajdzjans territorium.
Azerbajdzjans nationella vetenskapsakademi driver Şamaxı astrofysiska observatorium.
Huvudbyggnaden uppfördes 1908 och ritades av Józef Płoszko (1867–1931).